# Џејми Шеридан
Џејмс Патрик Шеридан (енгл. James Patrick Sheridan; Пасадена, 12. јул 1951) амерички је позоришни, филмски и ТВ глумац.
Шериден је најпознатији по улози капетана Џејмса Дикинса у серији Ред и закон: Злочиначке намере.